# مکسانس ملفور
مکسانس ملفور (فرانسوی: Maxence Mailfort‎؛ زادهٔ ۲۴ فوریهٔ ۱۹۴۹) بازیگر سینما اهل فرانسه است.
از فیلم‌ها یا برنامه‌های تلویزیونی که وی در آن نقش داشته‌است می‌توان به جذابیت پنهان بورژوازی، شبح آزادی، صندلی راننده، لغزش تدریجی لذت، و جرج کی؟ اشاره کرد.